# Satellitenfernsehempfänger

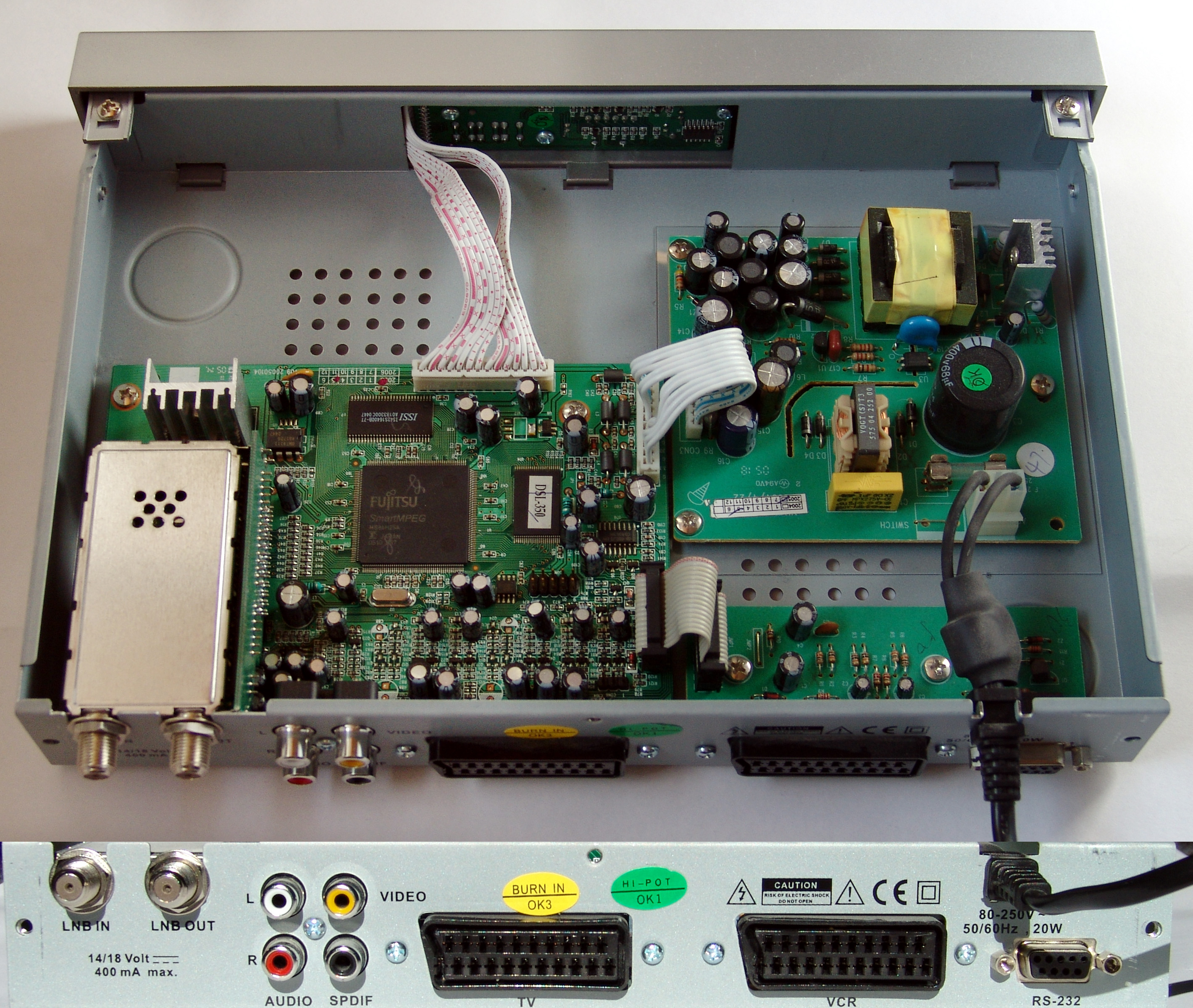
Innenleben eines digitalen Satellitenreceivers

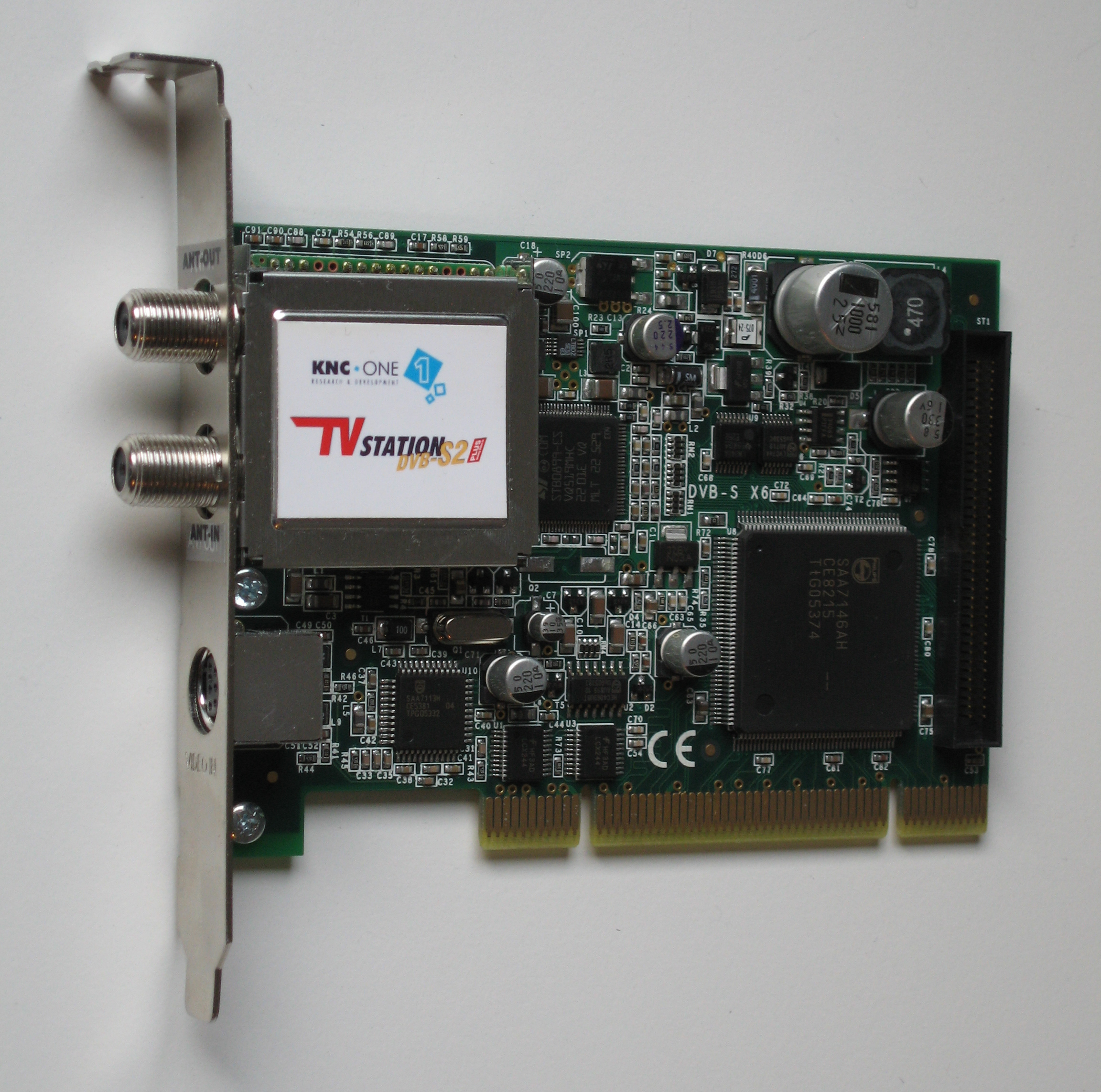
Personal Computer, die mittels eines internen oder externen Satellitenempfangstuner (z. B. TV-Karte) ausgerüstet sind, zählen ebenfalls zu den Satellitenempfängern.

Ein Satellitenfernsehempfänger (häufig auch Sat-Receiver, engl. „Receiver“ für „Empfänger“) ist ein Gerät aus der Unterhaltungselektronik, mit dem Fernseh- und Radioprogramme von Rundfunksatelliten mittels einer Parabolantenne empfangen werden können. Bild- und Tonsignale werden vom Sat-Receiver an entsprechende Ausgabegeräte (z. B. Fernseher) weitergeleitet. Verglichen mit dem terrestrischen Empfang über Antenne sind wesentlich mehr Programme empfangbar. Im Gegensatz zum Empfang über Kabelfernsehen fällt für den Zugang zum Übertragungsmedium keine eigene Anschlussgebühr an.

## Funktionsprinzip
Ein Satellitenreceiver setzt die vom Low Noise (Block) Converter (LNB/LNC) (rauscharmen Signalumsetzer) empfangenen Signale in den Frequenzbereich von 950–2150 MHz um und wandelt diese dann in ein Videosignal, das von einem Fernseher wiedergegeben werden kann. Meist übernimmt er auch die Stromversorgung des LNB, indem er ihn über das Empfangskabel mit einer sogenannten Fernspeisespannung versorgt.

### LNB-Ansteuerung
Beim Empfang aller in einer Satellitenposition vorhandenen Frequenzen tritt das Problem auf, dass vier Zwischenfrequenz (ZF)-Bänder von 950 bis 2150 MHz zur Verfügung stehen, über eine koaxiale Antennenleitung aber nur jeweils ein Frequenzband an den Empfänger (Receiver) übertragen werden kann.
In der Anfangszeit des Satellitenempfangs wurden deshalb zum Empfang von zwei Polarisationsebenen auch zwei Antennenkabel zum Receiver verlegt, ein Receiver benötigte so zwingend zwei ZF-Eingänge. Eine Vereinfachung brachten sogenannte Polarisationsrotoren, die über eine getrennt verlegte Steuerleitung zum LNB im LNB-Feed über einen kleinen Rotor oder einen Elektromagneten die gewünschte SAT-Ebene auswählten; ein Receiver benötigt dafür spezielle Steuerausgänge.
Mit dem Aufkommen günstiger Empfangsanlagen in Europa suchte die Industrie nach praktikableren Lösungen für ihre nun auch in Baumärkten vertriebenen Sat-Empfangsanlagen. Mittels eines sogenannten Marconi-LNB wurde ein Wechsel zwischen den beiden vom LNB gelieferten SAT-ZF-Ebenen durch unterschiedliche Fernspeisespannungen 14/18 Volt realisiert, was wiederum den Einsatz neuer Satelliten-Receiver notwendig machte, die durch entsprechende Stückzahlen aber rasch im Preis fielen. Eine Fernspeisespannung von 14 Volt entsprach dem Empfang der vertikalen Polarisationsebene, eine Spannung von 18 Volt der horizontalen.
Eine weitere Erweiterung brachte eine Nutzung des ehemals nur für Telekommunikationsdienste und Direct-Broadcasting-Satelliten (DBS) verwendeten Frequenzbereiches 11,7–12,75 GHz, was zwei zusätzliche vom Receiver zu empfangende Frequenzbereiche bedeutete; das Umschalten auf diese dritte und vierte Empfangsebene wurde durch Überlagern der Fernspeisespannung mit einer 22-kHz-Frequenz realisiert. Ein Satellitenreceiver konnte nun alleine durch die Fernspeise-Steuersignale (14/18 Volt, 22-kHz-Signal ein/aus) zwischen allen vier von einem Satelliten gelieferten Polarisations- und Frequenzebenen umschalten. Zum Wechsel auf andere Satelliten war aber nach wie vor ein Drehen der gesamten Satellitenschüssel mittels einer aufwendigen Drehanlagen-Steuerung (Polarmount) nötig.

### DiSEqC
Um ohne Drehanlage ein Umschalten auf weitere Satelliten zu ermöglichen, wurde von Philips das (Digital Satellite Equipment Control) DiSEqC-Protokoll entwickelt, der Satellitenbetreiber Eutelsat erarbeitete dazu die Spezifikation für eine Erweiterung des 22-kHz-Steuersignals durch Pulsmodulation, genannt DiSEqC-Protokoll. Philips verkaufte dann die Rechte an Eutelsat.
Das DiSEqC-Protokoll liegt in den Versionen 1.0, 1.1 und 1.2 vor. Obwohl eine Abwärtskompatibilität bestehen sollte, sind DVB-S-Receiver mit DiSEqC 1.2 selten kompatibel zu DiSEqC 1.1 und daher nur beschränkt Multifeed-tauglich, sie können maximal 4 LNBs ansteuern, während 1.1 bis zu 64 LNBs ermöglicht. Beim Kauf des Receivers zur Benutzung von mehr als 4 LNBs sollte daher darauf geachtet werden, dass in den technischen Daten ausdrücklich auch DiSEqC 1.1 angegeben ist.

## Bauarten
- Die meisten Satellitenreceiver sind externe Beistellgeräte (Set-Top-Boxen). Vorteil dieser Lösung ist der durch die Massenproduktion geringe Preis. Ein theoretischer Nachteil ist, dass man zwei Fernbedienungen (für Fernseher und Satellitenreceiver) benötigt. In Praxis benötigt man die Fernbedienung des Fernsehers nicht mehr. Der SAT-Receiver schaltet den Fernseher ein- und aus. Die Lautstärkeregelung erfolgt durch Pegeländerung am Analogausgang oder läuft ohnehin über die Hifi-Anlage und wird dort geregelt.
- So gut wie alle aktuellen Fernsehgeräte haben Tuner, die DVB-C, T und T2, S und S2 empfangen können.
- Es gibt auch Receiver mit eingebautem Festplattenlaufwerk. So kann man Sendungen direkt auf die Festplatte aufzeichnen und bei Bedarf über eine USB- oder Netzwerkschnittstelle auf einen PC übertragen und dort z. B. auf DVD brennen. Außerdem ermöglichen solche Receiver zeitversetztes Fernsehen; die Sendung kann, z. B. bei einem Telefonanruf, unterbrochen werden, danach kann man an dieser Stelle einfach weiterschauen.
- So gut wie jeder Fernseher hat USB-Anschlüsse zum Anschluss von Massenspeichern.
- Viele Geräte ab der mittleren Preisklasse haben Twin-Tuner. Damit kann man zwei verschiedene Sendungen gleichzeitig anschauen, eine anschauen und die andere aufnehmen oder zwei Sendungen aufnehmen. Dazu ist der Anschluss zweier Koaxialkabel notwendig.
- Mit Receivern, die XBMC- bzw. Kodi-fähig sind, können zusätzliche Informationen geladen werden. Dadurch bestehen Erweiterungsmöglichkeiten durch Plugins, die heruntergeladen und installiert werden können. Mittels Kodi können zum Beispiel Internetplattformen wie Youtube oder Mediatheken von ARD genutzt werden.[1]

### Digitale Satellitenempfänger
Digitale Satellitenreceiver werden auch Digitalreceiver genannt. Sie empfangen digital codierte Fernsehsignale und meist auch digital codierte Radiosignale.

### Analoge Satellitenempfänger

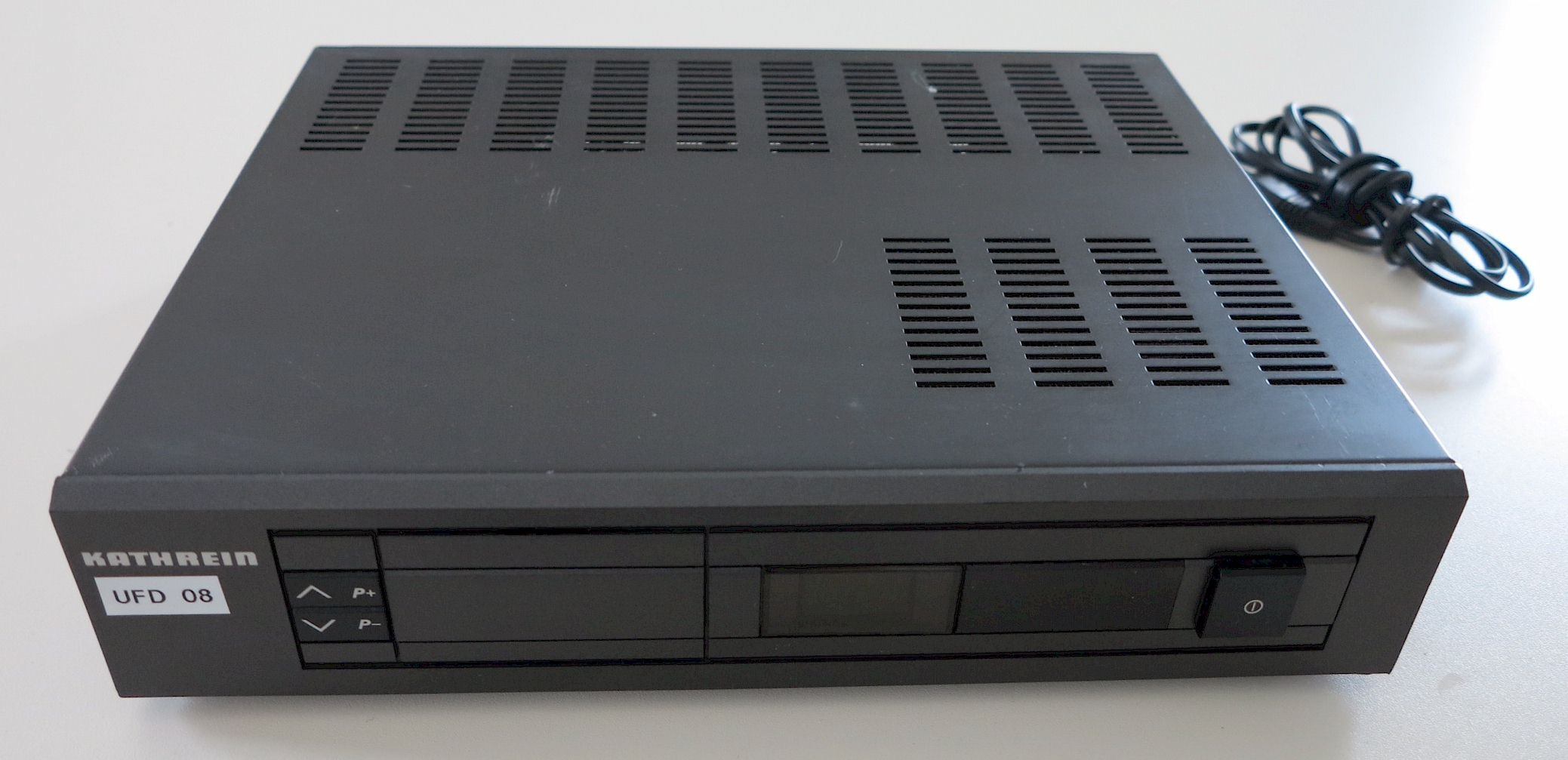
Erster analoger Consumer-Satellitenreceiver 1986 von Grundig STR-200 (OEM Kathrein UFD 08) Haushalte-Direktempfang der frühen Eutelsat-Satelliten, vornehmlich des Eutelsat 13 Grad Ost

Seit 2012 werden keine analogen Fernsehprogramme mehr über Satellit ausgestrahlt. Nach insgesamt 23 Jahren endete am 30. April 2012 die analoge PAL-Ausstrahlung auf dem Satellitensystem Astra mit der Analogabschaltung.

#### Technik
Ein analoger Receiver konnte an alle Arten von LNB angeschlossen werden, auch an den sogenannten Universal-LNB, der das komplette Ku-Band von 10,7 bis 12,75 GHz empfängt, wobei oberhalb von 11,7 GHz hauptsächlich digital gesendet wurde.

#### Geschichte
Rupert Murdoch, der australisch-amerikanische Medienunternehmer, war der erste Kunde des damals noch jungen Satellitenunternehmens SES Astra. Schon im Jahr 1989 entschied er, seine TV-Programme in der herkömmlichen Fernsehnorm PAL zu senden. 
Durch diese einfache und günstige und breit verfügbare Empfangstechnik verschaffte er sich und dem privaten Satellitenbetreiber Astra schnelles Wachstum und so den entscheidenden Marktvorteil. 
PAL setzte sich erfolgreich gegen die teildigitale Sendernorm D2-MAC durch. D2-MAC war eine Entwicklung der Postmonopole öffentlich-rechtlicher Sendeanstalten und der Geräteindustrie, für den Satellitendirektempfang über den TV-SAT-Satelliten. D2-MAC hatte nur eine begrenzte Verbreitung und eine kurze Lebenszeit.

## Unterschiedliche Frequenzangaben
In den Frequenzlisten findet sich immer die fünfstellige oder sechsstellige Downlinkfrequenz (die Frequenz, mit der der Satellit sendet). Dazu kommt noch die Polarisation und bei digitalen Programmen auch noch die Symbolrate und die Fehlerkorrektur kurz FEC.
Weil hohe Leitungsverluste eine Übertragung der Signale in diesem hohen Frequenzbereich nur über wenige Meter erlauben würden, werden diese Signale bereits im LNB in einen niedrigeren Frequenzbereich umgesetzt. Dazu wird im LNB das Empfangssignal mit der LOF (Lokal-Oszillator-Frequenz) gemischt, um die Satelliten-Zwischenfrequenz (Sat-ZF) zu erhalten, die im Frequenzbereich zwischen 950 und 2150 MHz liegt. Diese wird vom Sat-Receiver empfangen.
Manche analogen und praktisch alle digitalen Receiver zeigen nun bei den Frequenzeinstellungen die fünfstellige Downlink-Frequenz an, um dem Anwender die Sendersuche zu erleichtern. Andere, vor allem ältere Analogreceiver, zeigen die vierstellige Sat-ZF. Diese errechnet sich aus der Downlink-Frequenz abzüglich der LOF.
Die LOF beträgt beim Low-Band 9,75 GHz, beim Highband sind es 10,6 GHz.
Beispiel digital:
```
ARD-Das Erste auf ASTRA 1H:
11836,5
 
MHz (= Downlink-Frequenz) Polarisation: horizontal, Symbolrate 27500 FEC 3/4 laut Frequenzliste,
Sat-ZF: 11836,5-10600 = 1236,5 Sat-ZF
```

Beispiel analog (Abgeschaltet) :
```
RTL auf ASTRA 1F:
11229
 
MHz (= Downlink-Frequenz) Polarisation: vertikal laut Frequenzliste,
Sat-ZF: 11229-9750 = 1479 Sat-ZF
```

Sehr alte analoge LNBs (vor ca. 1995) hatten eine LOF von 10 GHz, mit einem solchen LNB wird die SAT-ZF um 250 MHz „niedriger“ angezeigt.
```
11229-10000 = 1229 Sat-ZF
```

Die SAT-ZF ist also bei neueren LNBs immer um 250 MHz höher.

## Verschlüsselung
Satellitenprogramme können verschlüsselt (codiert) oder unverschlüsselt (uncodiert) vom Sender ausgestrahlt werden. Zum Empfang verschlüsselter Satellitenprogramme ist ein Zugangsberechtigungssystem beim Satellitenempfänger notwendig.
- Receiver, die aufgrund ihrer Konstruktion nur unverschlüsselte Satellitenprogramme empfangen können, werden mit dem Attribut „Free to Air“ vermarktet.
- Receiver, die mit einem Attribut „CI“ vermarktet werden, verfügen über ein „Common Interface“, ein zu PCMCIA kompatibler Steckplatz, in den ein sogenanntes Conditional Access Module eingeschoben werden kann. Dieses beinhaltet sämtliche für eine Decodierung notwendige Hardware, so können von einem solchen Satellitenempfänger verschiedenste Verschlüsselungs-Standards unterstützt werden.
- Receiver, die mit einem Attribut „HD+“ vermarktet werden, verfügen über ein spezielles „Common Interface“. Dieses „HD+“-Modul ist nicht durch ein „CI“-Modul austauschbar und unterstützt nur den Verschlüsselungsstandard HD+.
- Receiver mit einem fest eingebauten Decodierbaustein. Solche Geräte unterstützten ausschließlich diesen einen oder mehrere vorgegebene Decodierstandards.

Manche Pay-TV-Veranstalter erlauben nicht, dass ihr Verschlüsselungsstandard über Conditional Access Module vertrieben wird, da sie befürchten, dass die CI-Schnittstelle eine Sicherheitslücke darstellt. Sie setzten für einen Empfang Satellitenempfänger mit fest eingebautem Entschlüsselungsbaustein voraus, was bedeutet, dass CI-Receiver solche Programme trotz Common Interface nicht empfangen können.

## Bilder

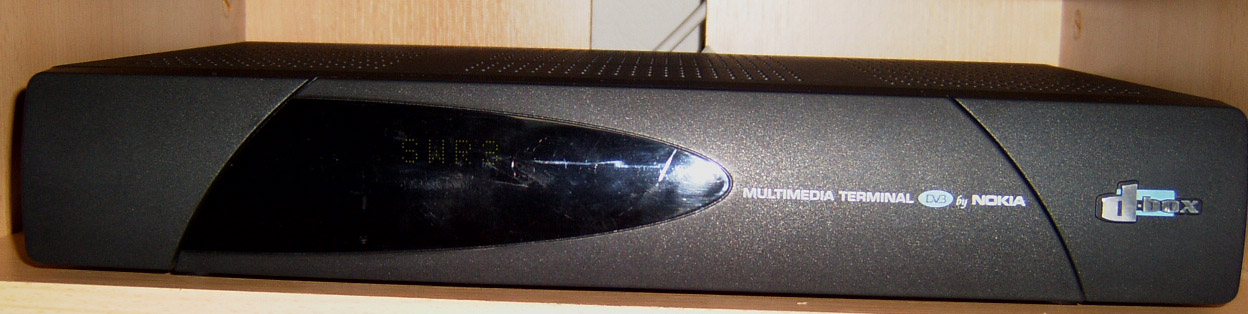
d-box (Nokia)
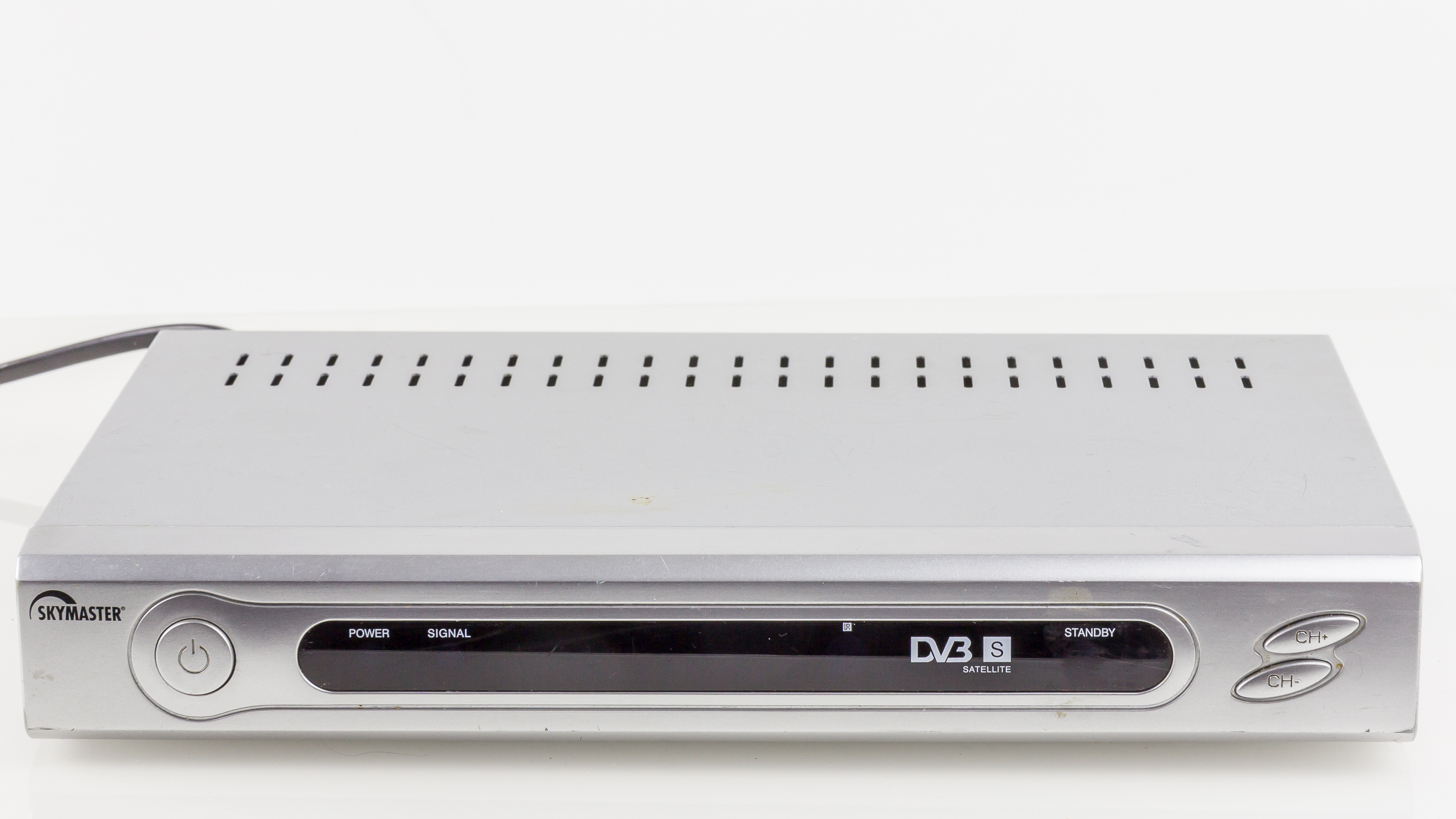
DVB-S-Empfänger
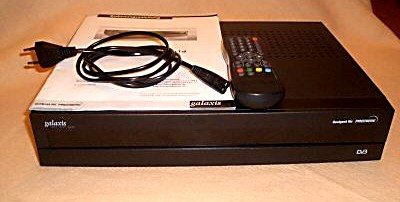
Galaxis
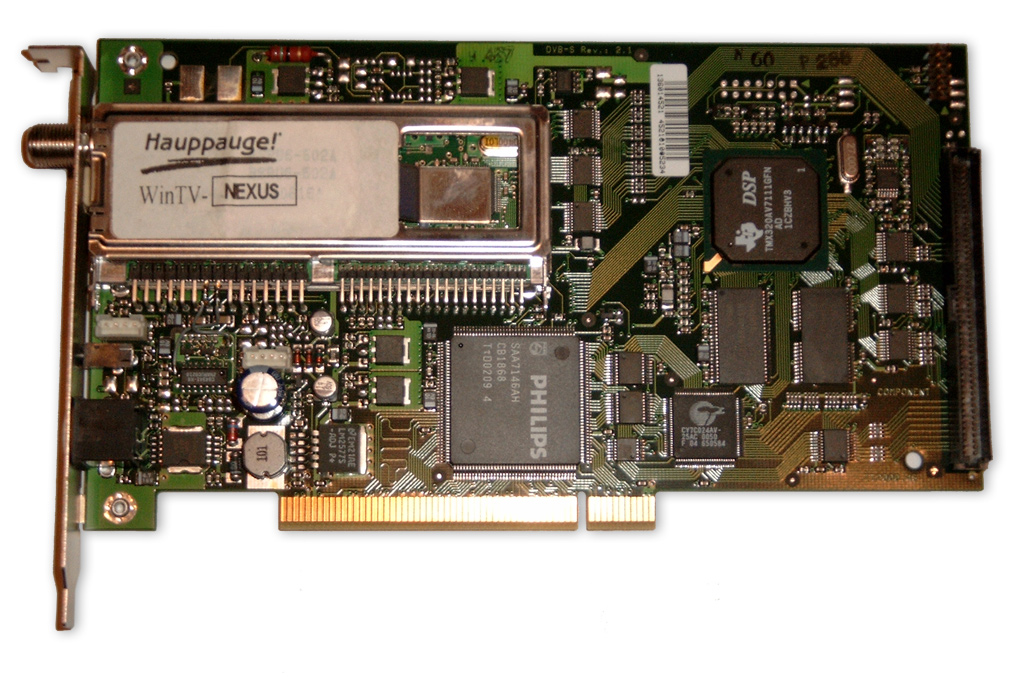
Hauppauge WinTV Nexus